# Diamond Stone
Diamond Louis Stone (Milwaukee, Wisconsin, 10 de febrero de 1997) es un baloncestista estadounidense que pertenece a la plantilla de los Prishtina de la SKB de Kosovo. Con 2,08 metros de estatura, juega en las posiciones de ala-pívot o pívot.

## Trayectoria deportiva

### Universidad
Tras participar en 2015, en su etapa de instituto, en el prestigioso McDonald's All-American Game, jugó una temporada con los Terrapins de la Universidad de Maryland, en la que promedió 12,5 puntos, 5,4 rebotes y 1,6 tapones por partido. Fue elegido debutante del año de la Big Ten Conference por Associated Press, e incluido en el mejor quinteto de novatos y en el tercer mejor quiteto absoluto de la conferencia.

#### Estadísticas
| Año     | Equipo   | PJ | PT | MPP  | %TC  | %3P  | %TL  | RPP | APP | ROB | TPP | PPP  |
| ------- | -------- | -- | -- | ---- | ---- | ---- | ---- | --- | --- | --- | --- | ---- |
| 2015–16 | Maryland | 35 | 22 | 22.6 | .568 | .000 | .761 | 5.4 | .4  | .5  | 1.6 | 12.5 |

### Profesional
Fue elegido en la cuadragésima posición del Draft de la NBA de 2016 por New Orleans Pelicans, pero sus derechos, junto los de la elección 39, David Michineau, fueron traspasados a Los Angeles Clippers a cambio de la elección 33, el maliense Cheick Diallo. Debutó como proofesional en la NBA con los Clippers, el 30 de octubre ante Utah Jazz, capturando un rebote en los tres minutos que dispuso.
El 14 de septiembre de 2017 fichó por los Chicago Bulls, pero fue cortado antes del comienzo de la temporada. Poco después pasó a formar parte del filial de la G League, los Windy City Bulls.
El 1 de julio de 2021, firma por los Mets de Guaynabo de la Baloncesto Superior Nacional.
El 25 de agosto de 2021, firma por los Gigantes de Carolina de la Baloncesto Superior Nacional.
[actualizar]
En febrero de 2024 firma por el Prishtina de la SKB de Kosovo.

## Selección nacional
Stone integró el combinado estadounidense que conquistó el Campeonato FIBA Américas Sub-16 de 2013 en Uruguay y el Campeonato Mundial de Baloncesto Sub-17 de 2014 en Emiratos Árabes Unidos. 

## Estadísticas de su carrera en la NBA

### Temporada regular
| Año     | Equipo        | PJ | PT | MPP | %TC  | %3P  | %TL   | RPP | APP | ROB | TPP | PPP |
| ------- | ------------- | -- | -- | --- | ---- | ---- | ----- | --- | --- | --- | --- | --- |
| 2016-17 | L.A. Clippers | 7  | 0  | 3.5 | .231 | .000 | 1.000 | .9  | .0  | .0  | .1  | 1.4 |
| Total   | Total         | 7  | 0  | 3.5 | .231 | .000 | 1.000 | .9  | .0  | .0  | .1  | 1.4 |